# Paula Abdul
Paula Julie Abdul (San Fernando, Kalifornija, 19. lipnja 1962.), američka pjevačica i koreografkinja.

## Diskografija
- Forever Your girl (1988.)
- Shut up and dance (remix albuma Forever your girl) (1990.)
- Spellbound (1991.)
- Head Over Heels (1995.)
- Greatest Hits (2000.)

## Vanjske poveznice
- Službena stranica